# حيد دعوس (ردمان)

تعديل مصدري - تعديل

حيد دعوس هي إحدى قرى عزلة الاغوال السفلى بمديرية ردمان التابعة لمحافظة البيضاء، بلغ تعداد سكانها 84 نسمة حسب تعداد اليمن لعام 2004.